# میخائیل تال
میخائیل تال (لتونیایی: Mihails Tāls; روسی: Михаил Нехемьевич Таль، زادهٔ ۹ نوامبر ۱۹۳۶–درگذشته ۲۸ ژوئن ۱۹۹۲) استادبزرگ و قهرمان شطرنج جهان اهل شوروی بود. تال با سبک تهاجمی و آمادگی خود برای دادن قربانی شناخته می‌شد و نویسنده و روزنامه‌نگار شطرنج توانایی نیز بود.

## زندگی
تال روز ۹ نوامبر ۱۹۳۶ در شهر ریگای کشور لتونی -که چهار سال بعد ضمیمه شوروی شد- به دنیا آمد. در سال ۱۹۵۳ قهرمان لتونی و در سال ۱۹۵۷ قهرمان شوروی شد و جوان‌ترین شخصی شد که به قهرمانی شوروی می‌رسد.
در تورنمنت ۱۹۵۹ میلادی در زاگرب، هر چهار بازی‌اش را از بابی فیشر بُرد. دیگر کسی نتوانست چنین کاری بکند.
او در سال ۱۹۶۰ به دیدار فینال قهرمان شطرنج جهان راه یافت و میخائیل بتوینیک را با ۶ برد و ۲ شکست و ۱۳ تساوی شکست داد و با ۲۳ سال سن جوان‌ترین قهرمان شطرنج جهان تا آن زمان شد (رکوردی که بعداً توسط گری کاسپارف شکسته شد). تال که وضعیت جسمی مناسبی نداشت و بیمار بود سال بعد در رویارویی انتقامی از بتوینیک با ۱۰ باخت، ۵ برد و ۵ تساوی شکست خورد و دیگر نتوانست به دیدار قهرمانی شطرنج جهان راه پیدا کند.
تال ۶ بار قهرمان شطرنج شوروی (در سال‌های ۱۹۵۷، ۱۹۵۸، ۱۹۶۷، ۱۹۷۲، ۱۹۷۴ و ۱۹۷۸) شده‌است و به همراه بتوینیک رکورد بیش‌ترین تعداد قهرمانی در این مسابقات را دارد. او همچنین ۸ بار به همراه تیم ملی شوروی در المپیاد شطرنج شرکت کرده و ۸ مدال طلای تیمی و ۵ طلا و ۲ نقره انفرادی از این مسابقات کسب کرده‌است.
بازی‌های او از زیبایی بسیاری برخوردار بود و سرشار از ترکیب بود. تال در سال ۲۸ ژوئن ۱۹۹۲ در شهر مسکو روسیه بر اثر نارسایی کلیه درگذشت.